# Addix
Addix je stará jednotka objemu používaná v antickém Řecku. Její hodnota činila přibližně 3,604 l.